# Le Chacal de Nahueltoro
Pour plus de détails, voir Fiche technique et Distribution.
Le Chacal de Nahueltoro est un drame social réalisé par Miguel Littín, sorti en 1969. Classique du nouveau cinéma latino-américain des années 1960, une enquête l'a élu meilleur film chilien.

## Synopsis
L'histoire vraie de Jorge del Carmen Valenzuela Torres. Ce paysan analphabète et alcoolique entame à Nahueltoro (Coihueco) une liaison avec Rosa Rivas, veuve et mère de cinq enfants. Le 20 août 1960, furieux que sa compagne n’ait pas touché sa pension de veuvage, il la tue à la faux, avant d'assassiner brutalement les cinq enfants.
Il sera condamné à mort mais l'opinion publique s’émouvra de sa rédemption finale.

## Fiche technique
- Réalisation : Miguel Littín
- Scénario : Miguel Littín
- Photographie : Héctor Ríos (noir et blanc)
- Montage : Pedro Chaskel
- Musique : Sergio Ortega
- Production : Université du Chili
- Pays d'origine :  Chili
- Langue originale : espagnol
- Durée : 89 minutes
- Dates de sortie :
  - Festival de Viña del Mar : juin 1969
  - Berlinale : juin 1970
  - France : 9 avril 1975

## Distribution
- Nelson Villagra : Jorge del Carmen Valenzuela Torres
- Shenda Román : Rosa Rivas

## Récompense
- Berlinale 1970 : prix de l'Office Catholique International du Cinéma (le festival est annulé sans avoir décerné d'Ours d'or).